# Giuseppe Castiglione

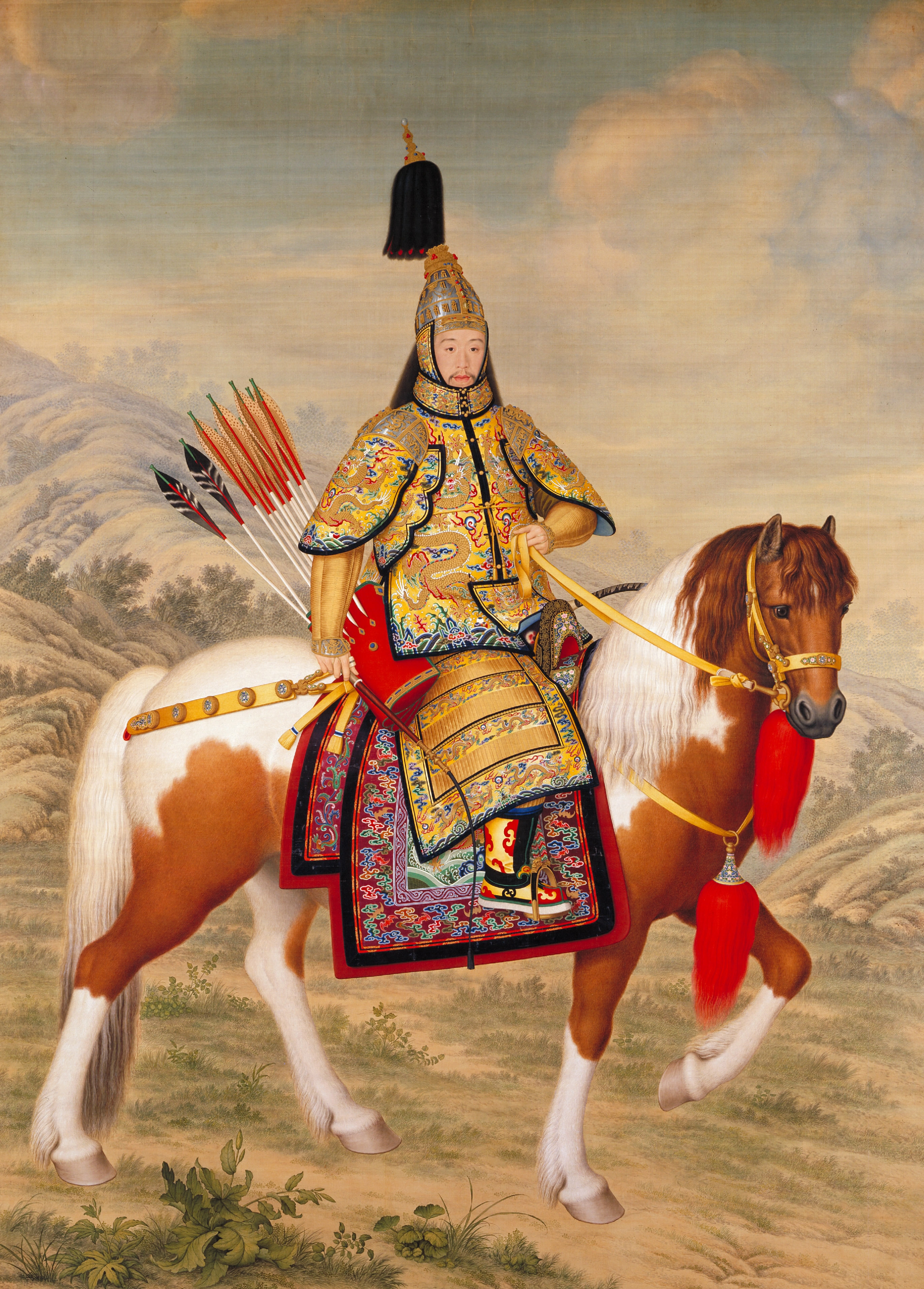
Retrat de l'emperador Qianlong per Giuseppe Castiglione

One Hundred Steeds Conjunt pictòric de Castiglione

Giuseppe Castiglione (Milà 19 de juliol de 1688 - Pequín 17 de juliol de 1766), capellà jesuïta, missioner a la Xina, pintor de la cort imperial de la dinastia Qing amb el nom xinès de Lang Shining.

## Biografia
Fill de Pietro i Maria Vigone. L'any 1707 va entrar com a novici a la Companyia de Jesús a Gènova. Ben aviat va treballar com a pintor, amb obres a l'altar de Sant Ignasi, i molts quadres a l'oli en el refectori del col·legi.
Giuseppe volia ser missioner, i com a primera acció l'any 1710 el van enviar a Coimbra, Portugal, lloc des d'on els jesuïtes iniciaven les missions cap als països asiàtics. Va prolongar la seva estada a Coimbra durant quatre anys perquè va rebre dos encàrrecs: la pintura de la Capella de Sant Francesc de Borgia i mitjançant la reina Maria Anna d'Austria, els retrats dels seus fills Maria Barbara i Dom Pedro. L'onze d'abril de 1714 va sortir cap a l'Extrem Orient i el 17 de setembre va arribar a Goa, a l'Índia, on s'hi està uns mesos. Després d'una estada a Macau i Canton va arribar a Pequín el 20 d'agost de 1715, on s'instal·là a el Col·legi dels Portuguesos.
Durant 51 anys (1715-1766) va treballar com a pintor per tres emperadors de la dinastia Qing: Kangxi, Yongzheng i Qianlong. D'alguna forma Castiglione seguia la tradició d'altres artistes italians que van anar a la Xina, com el pintor de Mòdena, Giovanni Gherardini (1655-1729) o Cristoforo Fiori.
Inicialment Castiglione va ser utilitzat per pintar retrats, cavalls, gossos, ocells i flors, i normalment els pintors locals eren els responsables dels elements paisatgístics, de l'aplicació del color i de la composició global. En la seva obra va aconseguir sintetitzar les tradicions i tècniques de la pintura europea amb els de la pintura xinesa. Entre les seves obres relacionades amb els cavalls, cal destacar, "Cent cavalls", "Deu corsers" i "Quatre corsers afganesos", "Vuit corsers" i " Els cavalls de colors variats són un testimoni de la riquesa en talent.".
Com a arquitecte va col·laborar amb els jesuïtes francesos Jean-Denis Attiret i Michel Benoist en el disseny dels edificis i jardins de l'Antic Palau d'Estiu, originàriament anomenats Jardins Imperials, (un Versalles en miniatura) que van ser destruïts pels britànics i francesos durant la Segona Guerra de l'Opii (1860).
Malgrat que els emperadors Qing van prohibir l'activitat de les missions catòliques, no tenien cap inconvenient en utilitzar els coneixents científics i artístics dels jesuïtes. En aquest marc Castiglione va ocupar càrrecs públics i va acabar la seva carrera com a ministre principal de l'administració de les Residencies secundàries imperials.

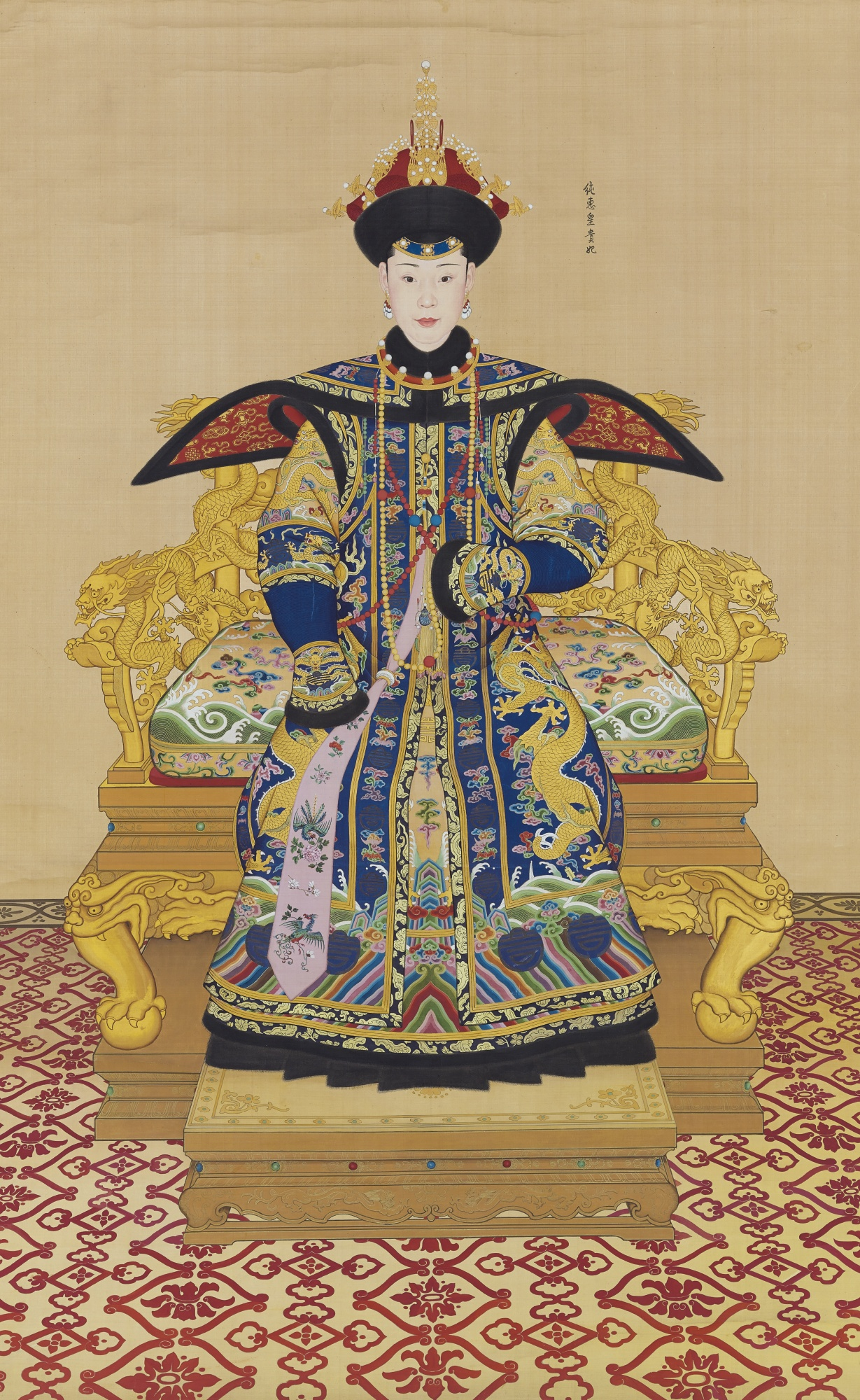
Retrat pintat per Castiglione de la Consort Chunhui, favorita de l'emperador Qianlong

A la mort de Castiglione, l'emperador Qianlong va escriure personalment una inscripció per la tomba d'aquest i el va promoure a Mandarí de segona classe.

## Televisió
La productora KPS (Kuangchi Program Service) dels estudis cinematogràfics dels jesuïtes a Taipei, Taiwan, han realitzat un documental (Giuseppe Castiglione in China, imperial painter, humble servant) sobre la vida i activitats de Castiglione a la Xina. L'estrena a la televisió estatal xinesa -CCTV-, va obtenir una audiència de més de 360 milions d'espectadors.

## Sotheby's
El 7 d'octubre de 2015, el retrat de la Consort Chunhui, favorita de l'emperador Qianlong, va batre el rècord de la subhasta de Sotheby's a Hong Kong en ser adjudicat a un comprador anònim per 17,6 milions de dollars.